# Плавание на летних Олимпийских играх 1904 — 1 миля вольным стилем
Соревнования по плаванию на 1 милю вольным стилем среди мужчин на летних Олимпийских играх 1904 прошли 6 сентября. Приняли участие семь спортсменов из четырёх стран.

## Призёры
| Золото              | Серебро           | Бронза            |
| Эмиль Рауш Германия | Геза Кисс Венгрия | Фрэнсис Гэйли США |

## Соревнование
| Место | Спортсмен           | Результат  |
| ----- | ------------------- | ---------- |
| 1     | Эмиль Рауш (GER)    | 27:18,2    |
| 2     | Геза Кисс (HUN)     | 28:28,2    |
| 3     | Фрэнсис Гэйли (USA) | 28:54,0    |
| 4     | Отто Вале (AUT)     | Неизвестен |
| —     | Эдгар Адамс (USA)   | DNF        |
| —     | Джон Мейерс (USA)   | DNF        |
| —     | Луи Хендли (USA)    | DNF        |